# اژدر مارک ۵۰
اژدر مارک ۵۰، اژدر سبک و پیشرفته ایالات متحده آمریکا می‌باشد و علیه زیردریایی‌های سریع که در اعماق دریاها حرکت می‌کنند استفاده می‌شود. این اژدر می‌تواند توسط تمامی هواگردهای ASW یا تیوب‌های اژدر روی رزمناوها پرتاب شود. قرار بود که مارک ۵۰ به عنوان اژدری سبک و سریع جایگزین
اژدر مارک ۴۶ شود. اما در نهایت اژدر مارک ۵۲ به عنوان جایگزین مارک ۴۶ انتخاب شد.
انرژی شیمیایی مورد نیاز برای سیستم متحرکه این اژدر (SCEPS) در نتیجه افشانه گاز سولفور هگزا فلوراید موجود در یک مخزن کوچک بر روی لیتیم جامد ایجاد می‌شود. این عمل گرمای زیادی تولید می‌کند که برای ایجاد بخار از آب دریا استفاده می‌شود. بخار ایجاد شده سبب گردش دورانی اژدر و افزایش قدرت پمپ موتور آن می‌شود.